# Абдаррахман V
Абдаррахман або Абд ар-Рахман V (? —17 січня 1024) — 10-й халіф Кордови у 1023—1024 роках.

## Життєпис
Походив з династії Омеядів. Син Гішама, нащадка Абд ар-Рахмана III. У вересні 1023 року почалося повстання проти халіфа Аль-Касім аль-Мамуна та берберських військовиків. У грудні при підтримці арабів та населення Кордови халіфа було повалено й поставлено на трон Абдаррахмана, прийнявши додаткове тронне ім'я ал-Мустазхір бі-ллах («Благаючий допомогу Бога»). Проте він не мав реальної влади, її набув хаджиб ібг-Газм, якого офіційно призначено 2 грудня. Втім владу набули берберські військовики.
Вже у січні 1024 року натовп Кордови, що підбурювався двоюрідним братом халіфа Мухаммедом та ісламськими ортодоксами, вдерся до палацу, захопив Абдаррахмана V, потім стратив того. Його правління тривало 47 днів. Новим халіфом став Мухаммед III. Цим скористався Мухаммед бін Ісмаїл Аббадід, валі Севільї, щоб відокремитися.